# لشکر ۱۵ پیاده (اسکاتلند)
لشکر ۱۵ پیاده اسکاتلند (انگلیسی: 15th) لشکر پیاده‌نظام نیروی زمینی بریتانیا بود، که در سال ۱۹۱۴ تأسیس شد و در سال ۱۹۱۹ منحل گردید.
لشکر ۱۵ پیاده (اسکاتلند) یک لشکر پیاده‌نظام ارتش بریتانیا بود که در جنگ جهانی اول خدمت کرد. لشکر پانزدهم (اسکاتلندی) از مردان داوطلب ارتش کیچنر تشکیل شد و از سال ۱۹۱۵ تا ۱۹۱۸ در جبهه غرب خدمت کرد.